# イソチオシアン酸エチル
イソチオシアン酸エチル（イソチオシアンさんエチル、英: Ethyl isothiocyanate）は、イソチオシアネートの1種の有機化合物である。

## 性質
常温ではからし様刺激臭を持つ無色ないし淡黄色の液体。有機合成化学の中間体となる。日本の消防法では危険物第4類第二石油類（非水溶性）に区分される。

## 合成法

### チオホスゲンを使用する方法
イソチオシアン酸エチルは、エチルアミンにチオホスゲン（チオケトンの炭素の置換基が2つとも塩素原子である分子）を反応させると生成する。参考までに、炭化水素鎖の長さが違うだけのイソチオシアン酸プロピル（示性式、SCNC3H7）は、1-プロピルアミンにチオホスゲンを反応させて合成する。同様に、イソチオシアン酸ブチル（示性式、SCNC4H9）もまた、1-ブチルアミンにチオホスゲンを反応させて合成する。これに対して、やはり炭化水素鎖の長さが違うだけであるイソチオシアン酸メチル（SCNCH3）は、基本的にチオシアン酸メチルを加熱することで、メチル基を転移させて合成する。

### 二硫化炭素を使用する方法
イソチオシアン酸エチルは、二硫化炭素にエチルアミンを反応させて、さらにそうしてできた生成物をHgCl2で処理しても合成可能である。しかしながら、この方法を使用した場合は、水銀を適切に処理しなければならないなどの問題も抱える。